# Okres Csongrád
Okres Csongrád (maďarsky Csongrádi járás) je okres v jižním Maďarsku v župě Csongrád-Csanád. Jeho správním centrem je město Csongrád.

## Sídla
- Csanytelek
- Csongrád
- Felgyő
- Tömörkény